# 오치성
오치성(吳致成, 1926년 2월 7일 ~ 2017년 12월 9일)은 대한민국의 군인 출신 정치인이다. 제3공화국과 제4공화국, 최규하 정부 당시 무임소장관과 4선 국회의원을 내리 역임하였다. 본관은 해주이고, 황해남도 신천군 출신이다. 호(號)는 호담(岵潭), 산은(汕隱)이다.

## 생애
육사 8기 출신으로, 박정희, 장도영, 김종필 등이 주동한 5·16 쿠테타에 참여하였다.
1971년 8월 내무장관에 재직 중에는 각 경찰에 공문을 보내 보건 당국과 협조하여 위안부의 성병 예방책을 강구하고 교양을 강화하도록 명령했다.
1971년 내무장관 해임건의안이 국회 본회의에서 통과돼 사퇴했다.
2017년 12월 9일 노환으로 별세하였다.

## 경력
- 1961년 5.16 군사정변에 참여
- 미국 유학, 하버드대학교 극동아시아문제 연구소 수료
- 1970년 정무담당 무임소 장관
- 1971년 내무부 장관
- 대한민국 헌정회 회원
- 헌정회 부회장

## 학력
- 대한민국 육군사관학교 8기
- 대한민국 육군보병학교 졸업
- 단국대학교 법학과 학사
- 대한민국 육군대학 졸업
- 미국 오리건 주립 대학교 대학원 정치학 석사
- 미국 하버드 대학교 대학원 행정학 석사

### 명예 박사 학위
- 단국대학교 명예 법학박사

## 수상 경력
- 중화민국 1등 수교훈장
- 금성화랑무공훈장

## 같이 보기
- 5·16 군사 정변
- 민주공화당
- 김치열
- 박종규
- 이한동
- 김종필
- 최규하
- 문병권
- 장경순

## 역대 선거 결과
|  | 33.5% |

|  | 66.71% |

|  | 79.95% |

|  | 70.72% |

|  | 32.14% |